# Рукавишников Олександр Юліанович
Олександр Юліанович Рукавишников (рос. Александр Иулианович Рукавишников; нар. 2 жовтня 1950, Москва, РРФСР) — радянський і російський скульптор і викладач. Член Союза художників СРСР (1974). Заслужений удожник РРФСР (1984), член-корреспондент академії мистецтв (1988), дійсний член академії з 1997 року.

## Життєпис
Походить з артистичної родини. Батько і матір були скульпторами. 
Художню освіту опановував в Московському державному художньому інституті імені В.І. Сурикова (майстерня скульптора Л. Кербеля). Інститут закінчив 1974 року з відзнакою. 
Викладач багато років в Московському державному художньому інституті імені Василя Сурикова та у власній майстерні.
Одружений. Має сина і доньку. Син теж став скульптором.
Звертався до створення тварин ( Анімалістичний жанр). Серед улюблених тварин — коні. Їх образи використані як в кінних монументах скульптора, так і в відомому широкому загалу надгробку В. Висоцького.
Багато зусиль витратив на створення скульптурної композиції на честь письменника Михайла Булгакова, котру планували встановити в Москві. Частку скульптур планували встановити в воді Патріарших Прудів.

## Громадська діяльність
У березні 2014 року підписав листа на підтримку політики президента Росії Володимира Путіна щодо російської військової інтервенції в Україну.

## Творча майстерня Рукавишникових
Почала діяти «Творча майстерня Рукавишникових» в Москві. Окрім виставкових приміщень, майстерня задумана як ще один майданчик зустрічей для творчих людей.

## Вибрані твори
- скульптура «Бригада»
- скульптура «Мікеланджело»
- Фонтан для готелю «Орлёнок»
- Фонтан « Третьяковська галерея »

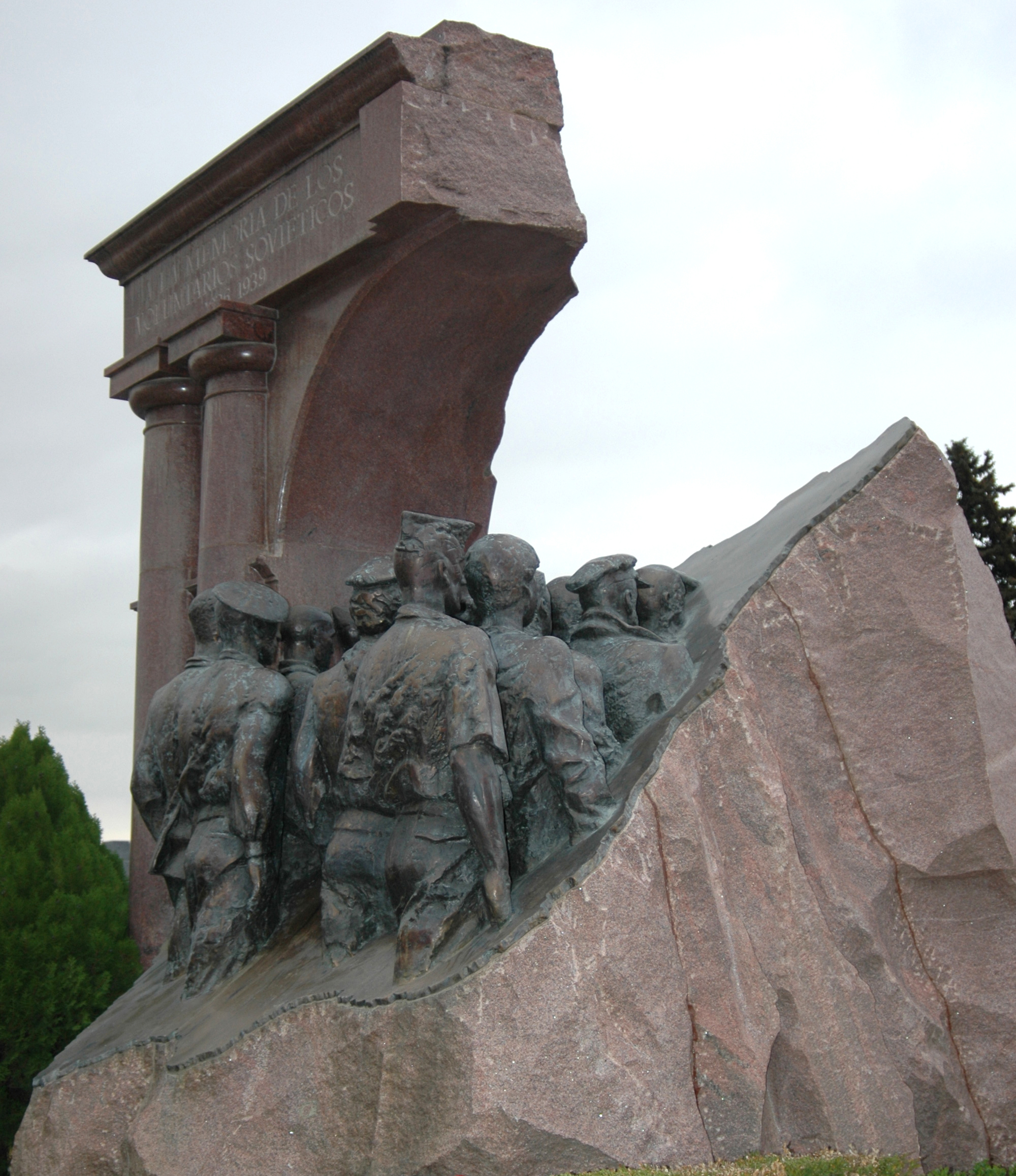
Ск. Рукавишников О. І. «Російські добровольці, що входять з кам'янисті землі Іспанії» (монумент загиблим в Іспанії). Цвинтар Фуенкарраль, Мадрид

- Портрет Джона Леннона, 1982 (срібна медаль Французької академії мистецтв)
- скульптура «Микола Гоголь»
- цикл «Спорт» ( «Борці», «Боксер», «Сумо» «Тамара Бикова, чемпіон стрибків у висоту»)
- «Інструктор карате Віталій Пак», Третьяковська галерея
- «Монумент скульптору Мікешину », 1985, Смоленськ
- Надгробок Володимиру Висоцькому, 1984, цвинтар Ваганьково, Москва
- скульптура «Крапельний годинник» (співавторство з батьком)
- «Монумент письменнику Федору Достоєвському », Москва
- «Монумент актору цирка Юрію Нікуліну », 2000, Москва
- «Монумент письменнику Шолохову », Москва
- «Монумент співаку Мусліму Магомаєву », Москва
- «Монумент співаку Йосипу Кобзону », Донецьк
- Пам'ятник футболісту Сергію Перхуну на Запорізькому цвинтарі, м. Дніпро
- «Монумент віолончелісту Святославу Ріхтеру », Москва
- «Монумент письменнику Михайлу Булгакову »
- «Монумент царю Олександру ІІ », Москва
- «Монумент В.Н. Татіщеву», Тольятті
- Скульптура «Мати», Сеул, Південна Корея
- Серія «Язичництво », «Язичницькі богині»
- історичні портрети ( «Дмитрій Донськой», «Сергій Радонезький», «Феофан Грек», «Пересвет» )
- Малюнки серії «Птахи», «Кохання», «Язичницький всесвіт»
- «Монумент загиблим радянським добровольцям в Іспанії 1936-1939 рр.». Цвинтар Фуенкарраль, Мадрид.
- Пам'ятник Стефану Немані в Белграді (відкритий 27 січня 2021 року)